# 14e bataillon d'infanterie de marine
Pour les articles homonymes, voir 14e bataillon.
Le 14e bataillon d'infanterie de marine (14e BIMa) est une unité militaire des troupes de marine de l'Armée de terre française, créée sous le nom de bataillon européen de Madagascar (BEM) et dissoute en 1964.

## Historique
Le bataillon est formé au début des années 1950. Lors de la crise de Suez cette année-là, la 2e compagnie du bataillon rejoint Djibouti fin août, en prévision d'un possible débarquement à Suez depuis l'aviso La Pérouse. Ce débarquement n'aura finalement pas lieu.
Le 1er décembre 1958, le bataillon, stationné à Ambositra, est renommé 14e bataillon d'infanterie de marine. Il est dissous le 31 août 1964.

## Insigne
L'insigne du BEM est homologué G 900 le 2 avril 1952. Cette homologation est reprise par le 14e BIMa.
Description héraldique de la proposition du bataillon : 

« Écu d’azur bordé d’or [cette bordure est supprimée sur l'insigne finalement réalisé] chargé d’un requin de sable à ventre blanc à dextre et de l’île de Madagascar de gueules à trois rencontres de vaches à senestre. L’écu brochant sur l’ancre coloniale d’or. En canton dextre les lettres BE [BEM sur l'insigne finalement réalisé]. »

Le 14e bataillon d'infanterie de marine remplace les lettres BEM par 14e BIMa.